# Midgard
En la mitologia norrena o escandinava, Midgard (Miðgarðr, 'la ciutadella del mig', en norrè occidental antic o «nòrdic antic») és un dels mons del cosmos pagà norrè, i, concretament, aquell en el qual viuen els humans. És el món dels homes creat pels déus Odín i els seus germans, Vili i Ve, després del combat amb el gegant primigeni Ymir. Està connectat a Asgard pel pont del Bifrost. Segons els Grímnismál, la palissada que delimitava Midgard fou construïda amb les celles de l'ètun hermafrodita Ymir, el primer ètun, del qual descendeixen tots els ètuns.

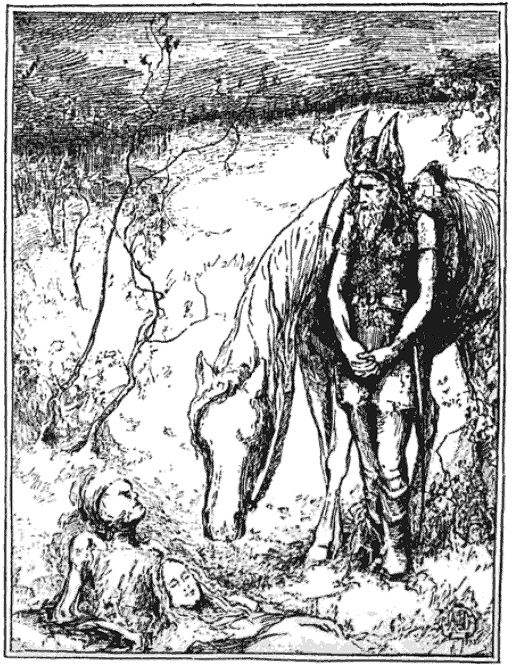
Odin entrant al Midgard abans del Ragnarök, il·lustració del 1893 de John Angell James Brindley.